# کلیف آکورنگ
کلیف آکورنگ (انگلیسی: Cliff Akurang؛ زادهٔ ۲۷ فوریهٔ ۱۹۸۱) بازیکن فوتبال اهل بریتانیا است.
از باشگاه‌هایی که در آن بازی کرده‌است می‌توان به باشگاه فوتبال کانوی ایسلند، باشگاه فوتبال لوتون تاون، باشگاه فوتبال هیتچین تاون، باشگاه فوتبال مالدون و تیپتری، باشگاه فوتبال هیستون، باشگاه فوتبال بورم‌وود، باشگاه فوتبال براینتری تاون، باشگاه فوتبال بارنت، باشگاه فوتبال بیلریکای، باشگاه فوتبال ویموث، باشگاه فوتبال تاروک، باشگاه فوتبال بیشاپس استورتفورد، باشگاه فوتبال داگنم و ردبریج، باشگاه فوتبال لیستون، باشگاه فوتبال هیز و یدینگ یونایتد، باشگاه فوتبال میدنهد یونایتد، باشگاه فوتبال چلمزفورد سیتی، باشگاه فوتبال هیبریج، و باشگاه فوتبال چشام یونایتد اشاره کرد.